# Рунгстед Сайер Кэпитал
Рунгстед Сайер Кэпитал — профессиональный клуб, образованный на базе хоккейного клуба Рунгстед. Базируется в Хёрсхольме.
Домашний стадион команды — Биткоин Арена (до 2017 года Саксо Банк Арена), вмещающий 2380 человек.

## История
Рунгстед Сайер Кэпитал был основан в 2013 году, а ХК Рунгстед — старейший хоккейный клуб Дании, основанный 1 января 1941 года. Многократный победитель чемпионатов и розыгрышей кубка Дании.
С 1993 года играют 2 команды ХК Рунгстед в высшем диаизионе и ХК2 Рунгстед в первом дивизионе. До 2010 года команда выступает под разными именами и объявляет о своём банкротстве. Новая команда Рунгстед хоккейный клуб была образована в 2013 году и с 2016 года стала называться Рунгстед Сайер Кэпитал по имени своего спонсора Сайер Капитал. В 2017 году команда выиграла кубок Дании, в 2019 году кубок и золотые медали, а в 2021 году снова победила в чемпионате страны.

## Изменения в названии команды
- 1941 — 1999 ХК Рунгстед
- 1999 — 2004 Рунгстед Кобраз
- 2004 — 2009 Нордзеланд Кобраз
- 2009 — 2010 Рунгстед Кобраз
- 2013 — 2016 Рунгстед Хоккейный клуб
- 2016 — н.в Рунгстед Сайер Кэпитал

## Тренеры
- 1981 — 1983 Бьорн Киндинг
- 1995 — 1996, 1999 — 2004, 2009 —  2010, 2011 — 2015 Пер Холтен-Мёллер
- 2015 — 2016 Олаф Эллер
- 2016 — 2017 Бьёрн Хеллквист
- 2017 — 2018 Петер Юханссон
- 2018 — 2019 Флемминг Грин
- 2019 — 2023 Эрик Хьялмарссон
- 2023 — 2024 Марк Педерсон
- 2024 — н.в. Хакан Ахлунд

## Достижения
- — Чемпион Дании (5): 1955, 1963, 2002, 2019, 2021
- — Серебряный призёр чемпионата Дании (9): 1956, 1960, 1961, 1962, 1964, 1971, 1980, 1996, 1998
- — Бронзовый призёр чемпионата Дании (6): 1968, 1975, 1984, 1995, 1997, 2003, 2018
- — Обладатель Кубка Дании (5): 2000, 2004, 2005, 2017, 2019
- — Финалист Кубка Дании (4): 1994, 2010, 2018, 2020
- Участник Континентального Кубка 2017/2018